# マーケティングミックス
マーケティングミックスは、マーケティング戦略において、望ましい反応を市場から引き出すために、マーケティング・ツールを組み合わせることである。つまり、企業や非営利組織が顧客や生活者に商品やサービスの販売をしたり、何かを遂行したりするために、マーケティングの使用可能な複数の手段を組み合わせて戦略をたて、計画、実施すること。

## マーケティング・ミックスの起源
「マーケティングミックス」という用語を最初に使用したのはニール・ボーデン（Neil Borden）である。彼は製品計画、パッケージング、価格、ブランディング、流通経路、物的流通、人的販売の量と質、サービス、販売促進の他の手段の量と質、市場調査情報の種類と質、陳列を含めた広告の量と質をマーケティング・ミックスの要素として挙げた。コトラーによれば、1950年代にリチャード・クルウェットがProduct（製品）、Price（価格）、Promotion（販売促進）、Distribution（流通）の3P1Dを使っており、マッカーシーの4Pの基となったとのこと。

## 4P: マッカーシーの4P
エドモンド・ジェローム・マッカーシーが1960年に提唱し、友人であったフィリップ・コトラー等が使っている有名な分類、「4P」を用いてマーケティングミックスが語られることが多い。これ自体は顧客志向のマーケティングであり、その教育的効果が高く評価されている。4Pが売り手側の視点に基づいたツールであると言われるようになったのは、1970年代の終りにコンシューマリズムが台頭し、その視点と比較されたためであり、もともとの4Pは双方の視点である。しかしコトラーはこれを「マーケティング1.0」と言っている。
4つのPとは
- Product（製品）:製品、サービス、品質、デザイン、ブランド 等
- Price（価格）:価格、割引、支払条件、信用取引 等
- Promotion（プロモーション、販売促進）:広告宣伝、ダイレクトマーケティング 等
- Place（流通）:チャネル、輸送、流通範囲、立地、品揃え、在庫 等

である。これら4つに分類されるツールを組み合わせていく。

## 4C: ロータボーンの4C
ロバート・F・ロータボーンによって、1993年、買い手側の視点による「4C」という分類がなされた。
これは、4Pが売り手側の視点で捉えられているとし、消費者の視点で捉え直そうというものである。これをコトラーは「マーケティング2.0」と言っている。4Cは消費者から始まるIMCが置かれるフレームワークとして作られた。
4つのCとは、Consumer（消費者のニーズやウォンツ）、もしくはCustomer SolutionまたはCustomer Value（顧客ソリューションまたは顧客価値）、Customer cost（顧客コスト）、Convenience（利便性）、Communication（コミュニケーション）である。4Cは以下のようになっている。
- Consumer（消費者のニーズやウォンツが商品）、コトラー教授はCustomer solution（顧客ソリューション）としている。
- Customer cost（顧客コスト）
- Communication（コミュニケーション）
- Convenience（流通は利便性）

## ４C: 共創４Ｃ（共生マーケティングの４C）
清水公一が1972年に早稲田大学の修士論文作成の過程で共生マーケティングの「４C」が創られ、1979年に７Cs Compass Modelに発展した。コトラーは消費者志向ではなく企業と消費者双方の人間としての価値を重視する「マーケティング3.0～」「H2H」を唱えており、それには、日本から発信している「共創４C」があてはまる。w:marketing mix参照。
４Cは以下のようになっている。
- Commodity（原義:共に便利・幸せ：造って売るというプロダクトアウトではなく消費者と共に創るコモディティ[共創商品・サービス]）
- Cost（プライスだけではなく生産販売コスト、社会的コストまで含めたコスト）
- Communication（売らんかなのプロモーションより共に生きるためのコミュニケーション：広告、パブリシティ、SP,PR,CI,IMC等）
- Channel（プレイスよりも売り手と買い手を繋ぐもの、ネットとリアルが融合できるチャネル）

プロダクト・アウトではなく「コモディティ」はラテン語の「Commodus（共に便利な、共に幸せな）」から来た用語であるから企業と企業、企業と消費者、人間と自然が共に生き、共に便利な共に幸せな人間の価値としての共創商品やサービスになる。コモディティは他のマーケティング・モデルには無い重要なワードである。2010年頃に「コモディティ化」という言葉（新製品の特色が後発製品によって一般化されてしまう）があったが、それによって「コモディティ」は日用品だけではなくあらゆる商品が含まれることになった。プライスより広い概念である「コスト」には価格だけでなく社会的コストが含まれる。プロモーションといった売りのメッセージよりも双方向の「コミュニケーション」が必要。プレイスより、リアルとネットの融合が可能な「チャネル」が良い。
４Cは1979年にサステナブルな「7Cs COMPASS MODEL」に発展している。モデルは同心円になっており、中心に企業・団体（Corporation）にはC-O-S（Competitor-Organization-Stakeholder）つまり組織・競合他社・利害関係者があり、Commodity, Cost, Communication, Channelの４Cを遂行する。外側の消費者（Consumer）には考慮要件がコンパスの針で示され、NSEW（Needs, Security, Education, Wants ）つまりニーズ、セキュリティ（他のマーケティング・モデルには無い）、消費者教育、ウォンツとなっている。その外側に外部環境（Circumstances）のコンパスの針があり、NSEW（National and International, Social and Cultural, Economic, Weather ）、つまり国の政治的・法律的・倫理的環境、社会的・文化的環境、経済的環境、気象（気候変動と自然災害対策はサステナブルな問題で、これを入れたマーケティング・モデルは世界にもこれしか無い）になっている。
このモデルの特色は４Cの「コモディティ」、消費者への「セキュリティ」、外部環境のウェザーを入れたことである。７Cs Compass Modelは異常気象やSDGｓに対応している。